# Progesterone monoossigenasi
La progesterone monoossigenasi è un enzima appartenente alla classe delle ossidoreduttasi, che catalizza la seguente reazione:
progesterone + AH2 + O2 ⇄ testosterone acetato + A + H2O
Ha un'estesa specificità. Un enzima solo dell'ascomicete Neonectria radicicola, la chetosteroide monoossigenasi (numero EC 1.14.13.54), catalizza sia questa reazione che quella della androst-4-ene-3,17-dione monoossigenasi (numero EC 1.14.99.12).